# Vratna kljuka
Vratna kljuka je pritrjen mehanizem, ki služi za odpiranje ter zapiranje vrat. Vratna kljuka je v bistvu vsaka naprava za odpiranje ter zapiranje vrat, tudi vrata avtomobila.

## Zgodovina
Tradicionalna vratna kljuka ima vijak ali vreteno, ki teče skozi njo. Ta vijak sedi malo nad cilindrom, na katerega je vreteno pričvrsteno. Zasuk držala obrne cilinder v smer obrata. Konec cilindra je vzmetni zapah, ki se vsede v prostor v vratnem okvirju. Ta prostor preprečuje odprtje vrat brez predhodnega zasuka vratne kljuke. Zaradi vzmeti ali podobnega mehanizma se zapah vrne v svoj začetni položaj. V dekorativnih ploščah so luknje za ključ, navadno so okrogle oblike, skozi katere gredo ključi v ključavnico. Če imajo vratne kljuke kvadratno ali trikotno ploščo na katero je držalo nameščeno, se ta plošča imenuje zadnja plošča. Zadnja plošča je lahko brez odprtine za ključ ( za uporabo z zapahi), z odprtino za ključ ( za uporabo za ključavnice). Plošča nameščena na strani kjer je zapah (latch)se imenuje sprednja plošča.

## Aplikacija in uporaba
Lokacija namestitve vratne kljuke lahko varira od nekaj centimetrov od roba vrat, do strogega centra vrat, odvisno od lokalne kulture, dekorativnega sloga ali uporabnikove želje.

## Pregibna vratna kljuka
Balkoni, ki imajo na vratih zunanji zaklop, imajo posebno vratno kljuko z zunanje strani. Štrleči del take kljuke (obročne oblike) se da zložiti, tako da je zaklop lahko popolnoma zaprt.